# 国鉄タサ600形貨車
国鉄タサ600形貨車（こくてつタサ600がたかしゃ）は、かつて鉄道省及び1949年（昭和24年）6月1日以降は日本国有鉄道（国鉄）に在籍した私有貨車（タンク車）である。

## 概要
本形式は原油専用の20t 積三軸私有貨車として1932年（昭和7年）7月5日から1936年（昭和11年）10月9日にかけて34両（タサ600 - タサ633）が汽車製造、日本車輌製造、新潟鐵工所、大阪鐵工所の4社にて製造された。その後1947年（昭和22年）に1両（タサ634）が編入（戦災復旧車）された。さらに1953年（昭和28年）5月9日に28両がタラ1形より飯野産業にて改造（積載荷重変更）され本形式（タラ13 - タラ27、タラ29 - タラ46→タサ635 - タサ662）へ編入された。以上合計63両（タサ600 - タサ662）が本形式として在籍した。
落成当時の所有者は、三井物産、中野興業､斎藤製油所､山岸商会、日本鉱業、新津製油所、日本陸運産業、日本石油の8社である。
塗色は黒、寸法関係はロットにより様々であるが一例として全長は9,300mm、全幅は2,450mm、全高は3,800mm､軸距は2,745mm+2,745mm、実容積は23.0m3-25.0m3、自重は12.8t-14.7t、換算両数は積車3.0、空車1.0、最高運転速度は65km/h、走り装置は一段リンク式の三軸車である。
1973年（昭和48年）11月28日に最後まで在籍した4両（タサ404 - タサ407）が廃車となり同時に形式消滅となった。